# Racek velkozobý
Racek velkozobý (Larus pacificus) je statným druhem racka z rodu Larus. Endemitně se vyskytuje v Austrálii (včetně Tasmánie), kde s délkou těla až 67 cm a váhou kolem 1,3 kg představuje vůbec největšího a nejtěžšího zástupce rackovitých.

## Systematika
Druh formálně popsal anglický přírodovědec John Latham v roce 1802 na základě kresby australského malíře Thomase Watlinga. Racek velkozobý je řazen do početného rodu Larus. Rozeznávají se u něj dva poddruhy s následujícím rozšířením:
- L. p. georgii King, PP, 1826 – jihozápadní a střední části jižního pobřeží Austrálie;
- L. p. pacificus Latham, 1801 – od pobřeží Victorie po jihovýchodní Queensland, Tasmánie.

Druhové jméno pacificus znamená pacifický.

## Výskyt
Racek velkozobý hnízdí hlavně v jižní a jihozápadní Austrálii, Tasmánii a částečně i na východním pobřeží Austrálie až po jihovýchodní Queensland. V roce 2010 byl zatoulaný jedinec poprvé pozorován na Novém Zélandu.

## Popis

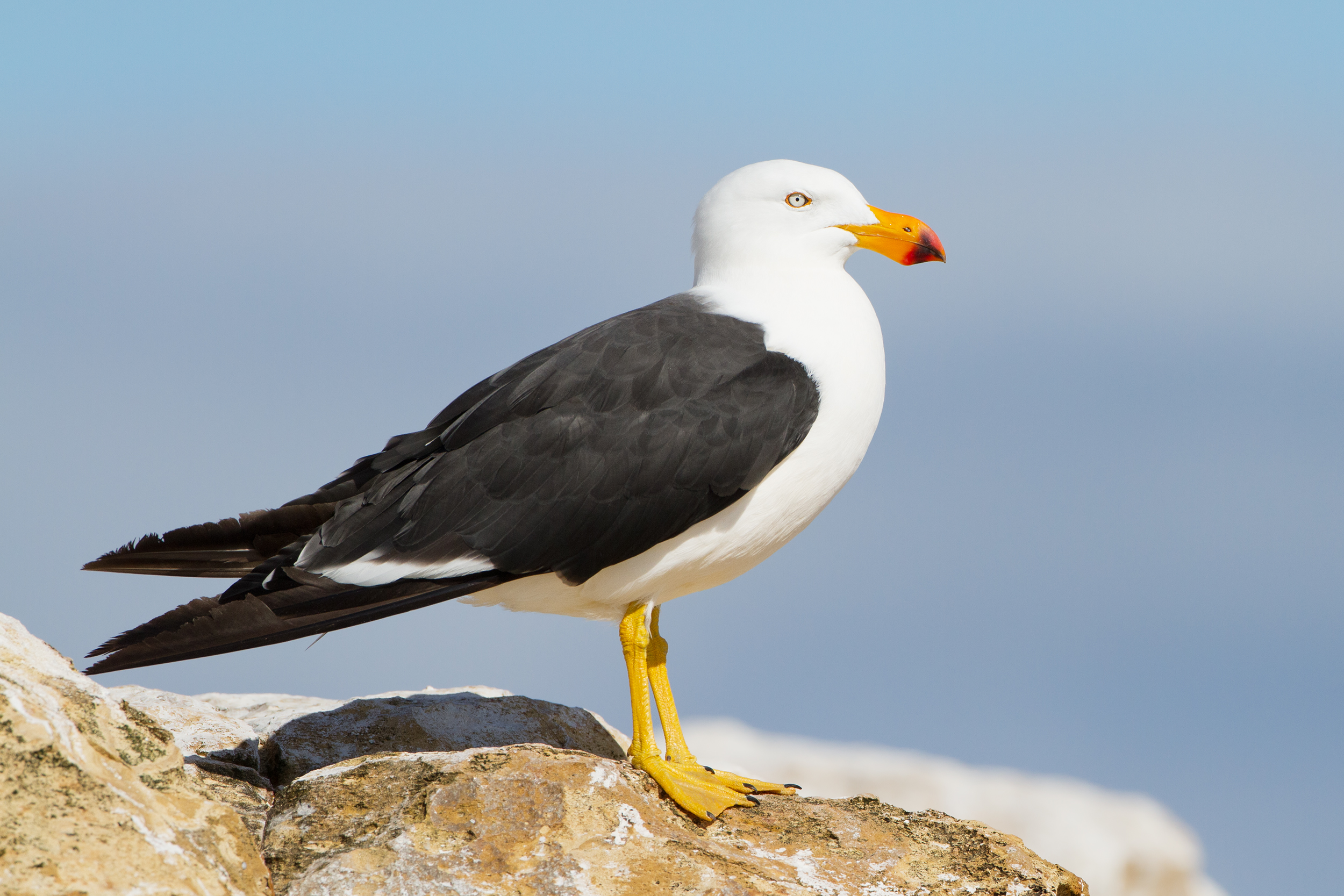
Dospělý racek velkozobý

Jedná se o největší a nejtěžší druh australského racka. Délka těla se pohybuje kolem 50–67 cm, rozpětí křídel v rozmezí 131–169 cm. Váha dosahuje 1300 g. Na první pohled viditelným znakem druhu je velký zobák, který je ke konci až baculatý. Je žlutý s červenou špičkou. Dospělí ptáci mají bílou hlavu a tělo, černošedý hřbet, černošedá křídla s bílou skvrnou u špičky krajní letky; ocas je bílý s černou páskou na konci. Nohy jsou žluté, duhovky bělavé. Hlava zůstává bílá i v zimě. Mladí ptáci jsou celkově hnědavě zbarvení, ocas je tmavý se světlejším koncem; i v tomto věku jsou nápadní mohutným růžovým zobákem s černou špičkou.

## Biologie a ekologie

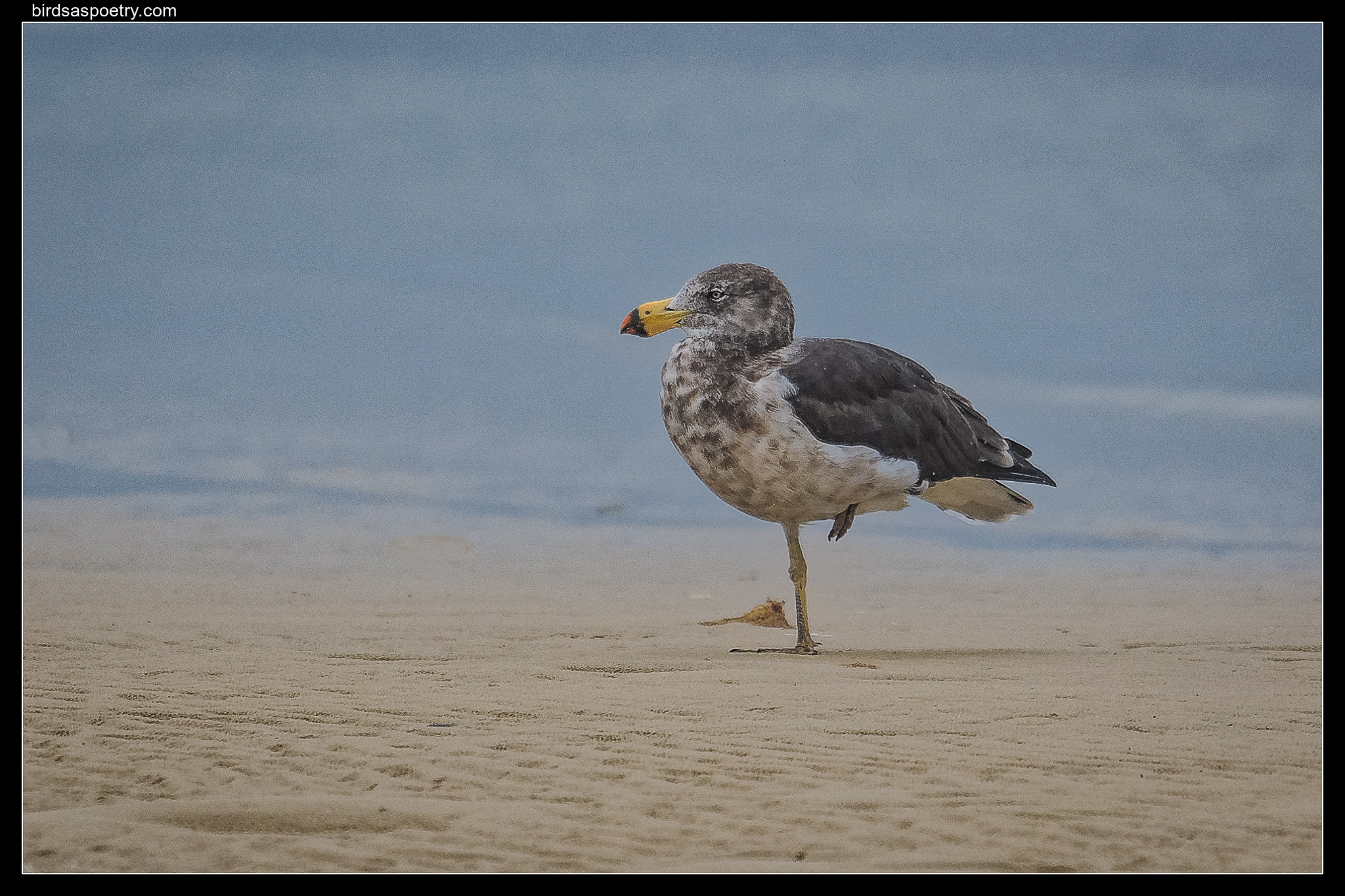
Nedospělý racek velkozobý

Jedná se převážně o samotářského ptáka, který se zdržuje převážně u pobřeží, vzácněji může zalétávat do vnitrozemí k jezerům nebo na skládky odpadu. Dospělci utváří dlouhodobé monogamní páry, které žijí usedavě podél stejného úseku pobřeží. U mladých racků velkozobých však dochází k daleké disperzi podél pobřeží a teprve za rok až dva se vrací zpět do rodného pobřežního úseku k prvnímu zahnízdění. Mladí ptáci mohou z místa narození uletět stovky i tisíce kilometrů daleko a nejsou výjimkou ani přelety mezi australskou pevninou a Tasmánií.

### Hnízdění
K zahnízdění dochází od jara do počátku podzimu. Hnízdí samostatně nebo ve volně uspořádaných koloniích na ostrovech a konců poloostrovů. Hnízdí přímo na zemi, kde si staví hnízdo z trav, mořských řas a dalšího materiálu. Samice snáší kolem 3 vajec o rozměrech kolem 74×51 mm. Vejce bývají šedohnědá s tmavě hnědými skvrnkami. Inkubace trvá kolem 29 dní, k prvnímu letu dochází ve věku 5–6 měsíců.

### Potrava

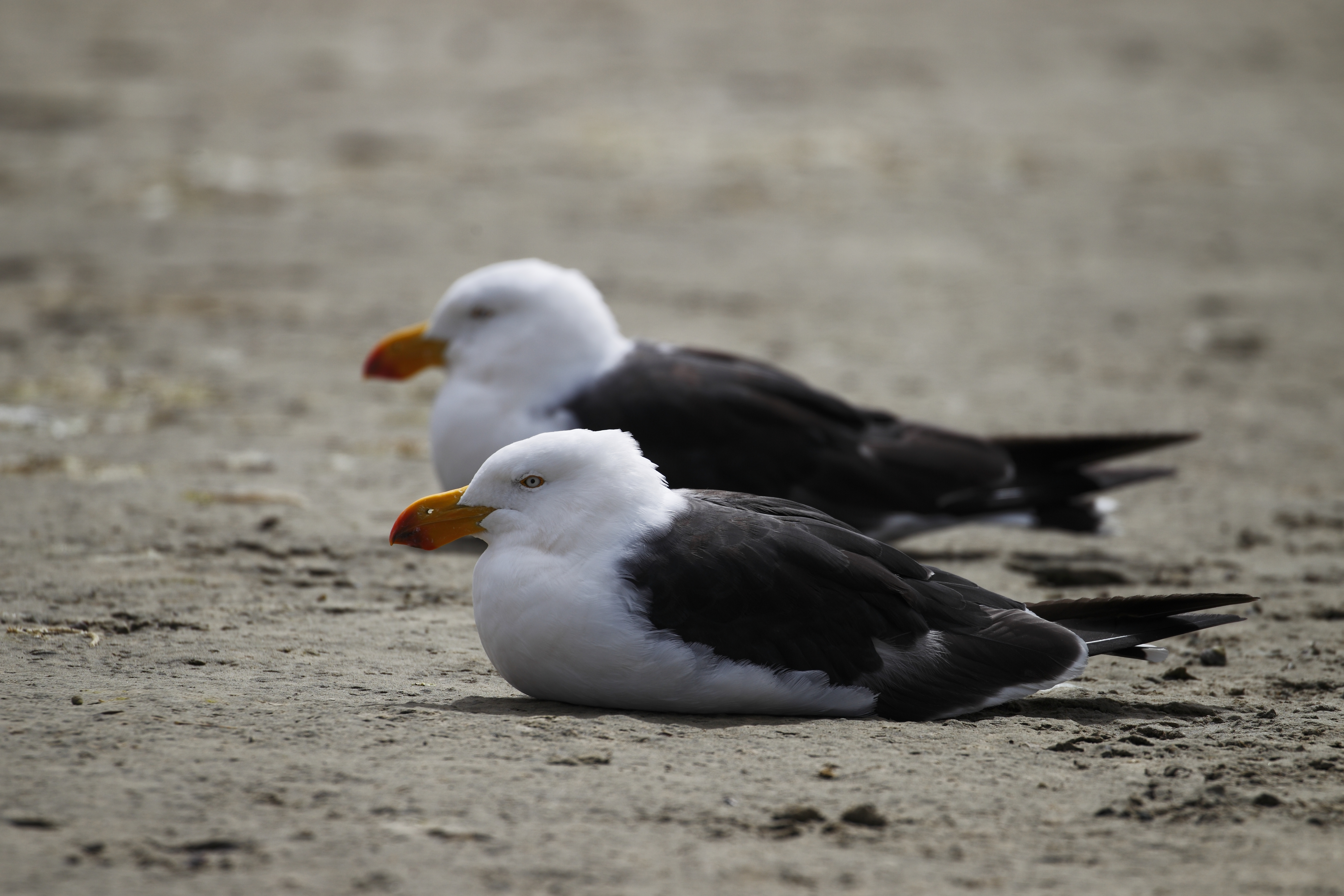
Dvojice racků velkozobých při odpočinku na pláži

Živí se rybami (zejména Platycephalus bassensis), kraby (hlavně Ovalipes australiensis a Paragrapsus gaimardii), měkkýši (chroustnatky, hlavonožci aj.) i dalšími mořskými živočichy. Občas pozře i rostlinný materiál, hmyz, vejce nebo menší mořské ptáky. Schránky velkých měkkýšů rozbíjí vynesením do výše a pouštěním na skály. Často to dělá na stejném místě, takže po čase se na skále nahromadí kupka rozbitých schránek. Na ostrově Seal v Bassově průlivu tvoří hlavní zdroj potravy racka velkozobého buřník obecný (Pelecanoides urinatrix), rybky z čeledi pilníkotrncovití (Monacanthidae), buřňák tenkozobý (Ardenna tenuirostris) a korálovka Coprosma repens.
U racka velkozobého je vyvinut kleptoparazitismus, jídlo může uzmout i tak velkým ptákům, jako je terej australský.

## Ohrožení
Celková populace se v roce 2006 odhadovala na 11 000 jedinců. Její trend je patrně stabilní, takže druh není považován za ohrožený. Se zvyšujícími dopady globálního oteplování se předpokládá úbytek zooplanktonu a ve výsledku i potravy racka velkozobého. V Queenslandu bylo zaznamenáno zmenšování areálu rozšíření kvůli kompetici s rackem jižním, který se do Austrálie rozšířil samovolně až ve 20. století. V Tasmánii nicméně dlouhodobé sledování sousedních kolonií racků velkozobých a jižních v letech 1985–2009 ukázalo, že oba druhy mohou vedle sebe koexistovat bez větších výkyvů v populaci.